# Josip Crnković (nanbudo)
Josip Crnković, hrvatski reprezentativac u nanbudu iz Okučana. 2016. godine osvojio zlatno odličje na natjecanju u borbama u apsolutnoj kategoriji s hrvatskim seniorskim sastavom na svjetskom prvenstvu u Španjolskoj. Na istom prvenstvu osvojio i broncu u apsolutnoj kategoriji.